# Representações culturais de Jorge III do Reino Unido
Jorge III do Reino Unido apareceu em muitos exemplos da cultura popular.

## Teatro e ópera
A peça de teatro musical de 1969, Eight Songs for a Mad King, de Sir Peter Maxwell Davies retrata a crescente loucura e a eventual morte do rei enquanto ele fala com os pássaros. A insanidade de Jorge é o assunto da peça de rádio de 1986 In the Ruins de Nick Dear (adaptada para o palco em 1990 com Patrick Malahide como Jorge) e da peça de 1991 The Madness of George III de Alan Bennett (com Nigel Hawthorne como Jorge na produção, pela qual recebeu o Prêmio Laurence Olivier). A peça de Dear gira em torno de Jorge relembrando sua vida em 1817 (um ano antes de sua morte), enquanto a de Bennett diz respeito ao primeiro surto de insanidade de Jorge no fim de 1788 e início de 1789, que os da corte real, incluindo seu próprio filho, usam como maneira de contornar a autoridade real. Hawthorne reprisou seu papel na versão cinematográfica da peça.
Jorge também aparece como personagem no musical da Broadway, Hamilton (interpretado por Jonathan Groff no elenco original da Broadway) para cantar três números musicais curtos. Aqui, ele é descrito como um cruzamento entre um amante desprezado e um filho varão que comenta alegremente sobre o início da Guerra Revolucionária Americana, suas consequências e, finalmente, a sucessão de John Adams como Presidente dos Estados Unidos. Ele também aparece brevemente durante o Panfleto Reynolds. Enquanto a maioria das canções da peça são no estilo de hip-hop, R&B, pop contemporâneo ou soul, os números de Jorge imitam a música popular da invasão britânica. Ele também aparece como Príncipe de Gales e mais tarde rei na peça Mr Foote's Other Leg, de Ian Kelly (que interpretou Jorge na produção de estreia da peça em 2015).

## Literatura
Rei Jorge III aparece nos seguintes romances:
- Jonathan Strange e Mr. Norrell (2004) de Susanna Clarke, onde o personagem Jonathan Strange tenta curá-lo
- Victory of Eagles (2008) por Naomi Novik, onde ele é encontrado por William Laurence, o protagonista, enquanto em uma missão no Castelo de Edimburgo
- As séries Dirk Gently e Life, the Universe and Everything (1982) de Douglas Adams; no último, o personagem Arthur Dent se refere às árvores como "aquelas coisas com que as pessoas pensam que você está louco se você falar? Como George Terceiro ".[3]
- A Darker Shade of Magic (2015) por VE Schwab e sua sequência A Gathering of Shadows (2016) quando o Antari Kell o visita (e George IV do Reino Unido ) enquanto em Grey London
- O Príncipe e a Quakeress (1968), bem como O Terceiro George (1969) de Jean Plaidy (sendo o quarto e o quinto romances de sua série Saga da Geórgia). O primeiro romance conta a história de Jorge III como um jovem Príncipe de Gales e seu suposto relacionamento com Hannah Lightfoot, e no último romance é de sua vida casado com Charlotte e seu papel como rei.

## Filmes
Nos filmes, Jorge foi interpretado por:
- Arthur Donaldson na América (1924)
- Henry Mowbray em The Pursuit of Happiness (1934)
- Olaf Hytten em The Bill of Rights (1939, curta)
- Raymond Lovell em The Young Mr. Pitt (1942)
- Frederick Valk em Mrs. Fitzherbert (1947), baseado no romance de Winifred Carter
- Robert Morley em Beau Brummell (1954), baseado em uma peça de Clyde Fitch
- Eric Pohlmann em John Paul Jones (1959)
- Roger Booth em Barry Lyndon (1975), baseado no romance de William Makepeace Thackeray
- Nigel Hawthorne em The Madness of King George (1994), pelo qual foi indicado ao Oscar de Melhor Ator, baseado na peça The Madness of George III, cuja produção de estreia Jorge também foi interpretado por Hawthorne
- Robin Soans na comédia espanhola Sabotage! (2000)
- Dave Reitze no filme americano Kidz History: The Revolutionary War (2003)

## Televisão
Na televisão, Jorge foi interpretado por:
- Albert Lieven no drama britânico Rake's Progress (1939)
- Eric Pohlmann no drama O Espantalho de Romney Marsh (1963), parte da série Disneyland, baseado no romance de Russell Thorndike
- Jean Muselli no drama infantil francês Le matelot de nulle part, baseado no romance Israel Potter de Herman Melville
- Graham Chapman na série de comédia da BBC Monty Python's Flying Circus, no episódio "The Golden Age of Ballooning" (1974)
- John Tillinger na série dramática americana The Adams Chronicles (1976)
- Nigel Davenport na série dramática da BBC Prince Regent (1979)
- Rhys McConnochie na minissérie da ABC, Capitão James Cook (1987)
- Gertan Klauber como um louco completo com sotaque alemão no episódio final da série de comédia da BBC Blackadder the Third (1987)
- David Warner no documentário dramático The American Revolution (1994)
- Nicholas Rowe na minissérie Longitude (2000)
- Mark Hadlow na série de comédia / ação Jack of All Trades, no episódio "It's a Mad, Mad, Mad, Mad Opera" (2000)
- Charles Shaughnessy (voz) na série de animação Liberty's Kids (2002)
- Anthony Cochrane no filme para TV Benjamin Franklin (2002)
- Geoffrey Streatfeild no documentário dramático Timewatch - How Mad Was King George? [4] (2004)
- Yoshihisa Kawahara (japonês - voz) / Blake McMahon (britânico - voz) em Le Chevalier D'Eon (2006-2007)
- Tom Hollander na minissérie da HBO John Adams (2008)
- Simon Farnaby e Lawry Lewin no esboço infantil britânico mostram histórias horríveis (2009 - 2015)
- Paul Rhys na série dramática Turn: Washington's Spies (2015-2017)
- Edward Petherbridge em Jonathan Strange & Mr Norrell, uma adaptação para a TV do romance de mesmo nome (2015)
- Paul Whitehouse em The Windsors (especial de Natal de 2016[5])
- James Fleet em Bridgerton (2020)
- Corey Mylchreest em Queen Charlotte: A Bridgerton Story (2023)

### Outros
A popular série educacional infantil americana Schoolhouse Rock apresenta uma canção intitulada "No More Kings", que retrata Jorge III como um tirano relutante em permitir que as colônias saiam de debaixo de sua bota.
Os papéis de Jorge III não incluem um diário. A série de TV Arquivo X usa uma anedota fictícia que a entrada do diário de Jorge III em 4 de julho de 1776 dizia: "Nada de importante aconteceu hoje", como um dispositivo de enredo e como o título da estreia da nona temporada. (Na verdade, Jorge não poderia ter sido notificado dos eventos transatlânticos até semanas depois).

## Rádio
Jorge apareceu no episódio final da comédia de rádio britânica Revolting People em 2006, interpretada por Timothy West, onde é quase convencido a cancelar a Guerra Revolucionária Americana.

## Escultura
Existem várias estátuas do rei existentes, não apenas em Londres (na junção de Pall Mall e Cockspur Street, perto de Trafalgar Square, e no pátio de Somerset House intitulado George III e o rio Tâmisa), mas também em outros lugares - na London Street em Liverpool, no Bargate em Southampton, em uma das extremidades da Long Walk no Windsor Great Park (The Copper Horse) e na estátua pintada do rei em Weymouth, Dorset.
A estátua americana de Jorge III em Bowling Green, na cidade de Nova York, foi derrubada em 9 de julho de 1776 pelos Sons of Liberty durante a Revolução Americana . Uma réplica da estátua existe no Museu da Revolução Americana na Filadélfia.
Além de representações em obras de arte, os alunos durante anos aprenderam a extensão de uma milha por meio do mnemônico "Jorge Terceiro disse com um sorriso / 'Há dezessete sessenta metros em uma milha.'", 1760 sendo o ano em que ele subiu ao trono.